# ICGA Journal
ICGA Journal (fino al 2000 ICCA Journal) è una rivista accademica trimestrale fondata nel 1977, pubblicata da International Computer Games Association.

## Storia editoriale
Fondata come ICCA Journal, nel 2000 ha cambiato nome, così come la stessa associazione che la pubblica, assumendo la denominazione ICGA Journal. La rivista si interessa dell'analisi al computer di giochi a due giocatori, in particolar modo quelli ad informazione perfetta, come gli scacchi, la dama o il go. Ospita spesso pubblicazioni e articoli su giochi finiti o per lo sviluppo di tablebase scacchistici. Ad esempio, John W. Romein e Henri E. Bal vi pubblicarono nel 2002 la soluzione del gioco Awari.